# Керназ (нохія)
Керназ (араб. ناحية كرناز‎‎) — нохія у Сирії, що входить до складу району Мухрада провінції Хама. Адміністративний центр — м. Керназ.
| Сирія | Це незавершена стаття з географії Сирії. Ви можете допомогти проєкту, виправивши або дописавши її. |